# Damir Glavan
Damir Glavan (ur. 2 marca 1974 w Rijece) - były chorwacki piłkarz wodny, zdobywca srebrnego medalu Igrzysk Olimpijskich w Atlancie.